# 長門古市站
長門古市站（日语：／ Nagato-Furuichi eki */?）是位於山口縣長門市日置上字五反田，西日本旅客鐵道（JR西日本）的山陰本線車站。

## 歷史
- 1929年（昭和4年）10月13日 - 國有鐵道美禰線此站至黃波戶站之間開業，此站啟用。為客運和貨運車站。
  - 當時車站地址為山口縣大津郡日置村（日语：日置町 (山口県)）日置上字五反田。
- 1930年（昭和5年）12月7日 - 美禰線此站至阿川駅開業。
- 1933年（昭和8年）2月24日 - 包含此站在內，部分美禰線編入至山陰本線，成為山陰本線車站。
- 1964年（昭和39年）6月1日 - 終止貨物起卸業務。
- 1978年（昭和53年）4月1日 - 日置村實施町制，成為日置町（日语：日置町 (山口県)），車站地址為山口縣大津郡日置町日置上字五反田。
- 1987年（昭和62年）4月1日 - 伴隨國鐵分割民營化，車站由西日本旅客鐵道（JR西日本）營運。
- 2001年（平成13年）2月 - 車站重建，建造現時的車站大樓。
- 2005年（平成17年）3月22日 - 隨著長門市（第二次）成立，車站地址為現時位置。

## 車站構造
車站是一座地面車站，設有2面2線的相對式月台，設有列車交會設備。車站大樓位於下行月台側，兩月台之間設有跨線橋連接。
車站由長門鐵道部管理的無人車站。在平成初期前為有人車站。車站內沒有自動售票機。現時的車站大樓建於2001年，大樓內設有「連繫廣場濱湯日置」與社區設施。

### 月台
| 月台         | 路線      | 上下行 | 方向             |
| ------------ | --------- | ------ | ---------------- |
| 車站大樓一邊 | ■山陰本線 | 下行   | 瀧部、下關方向   |
| 車站大樓對面 | ■山陰本線 | 上行   | 長門市、東萩方向 |

※在旅客資訊上沒有設置月台編號。

## 使用狀況
以下為近年1日平均乘車人次列表：
| 乘車人次變化 | 乘車人次變化    |
| 年度         | 1日平均乘車人次 |
| ------------ | --------------- |
| 1999         | 383             |
| 2000         | 350             |
| 2001         | 293             |
| 2002         | 284             |
| 2003         | 264             |
| 2004         | 240             |
| 2005         | 221             |
| 2006         | 218             |
| 2007         | 225             |
| 2008         | 214             |
| 2009         | 205             |
| 2010         | 185             |
| 2011         | 181             |
| 2012         | 164             |
| 2013         | 184             |
| 2014         | 162             |
| 2015         | 162             |
| 2016         | 152             |
| 2017         | 126             |
| 2018         | 121             |

## 車站周邊
車站位於前日置町（在2005年與長門市合併）中心，周邊較多住宅與商店。車站附近也有田野。車站南邊約400米設有國道191號（北浦街道）。
- 長門市政廳 日置綜合分所
- 日置歷史民俗資料館
- 日置郵局（日语：日置郵便局 (山口県)）
- 山口縣立大津綠洋高等學校（日语：山口県立大津緑洋高等学校）日置校舍
- 長門市立日置中學
- 長門市立日置小學
- 千疊敷 - 最接近此站。在車站乘車約10分鐘。
- 元乃隅神社 - 最接近此站。在車站乘車約20分鐘。

## 巴士路線
- 藍線交通（日语：ブルーライン交通）「古市站」巴士站
  - 黃波戶溫泉（日语：黄波戸温泉） → 長門市政廳 → 長門市站 → 道之驛仙崎廚房（日语：道の駅センザキッチン）
  - Rahall油谷（日语：ラポールゆや） → 人丸站 → 油谷大橋 → 川尻 → 久津 → 油谷島

## 相鄰車站
西日本旅客鐵道
■山陰本線
黃波戶－長門古市－人丸

## 注腳
1. ↑  山口縣統計年鑑

## 外部連結
- 長門古市｜車站資訊：JR出門網 - 西日本旅客鐵道